# Le Livre de poche jeunesse
Le Livre de poche jeunesse est une collection française de romans pour la jeunesse au format de poche, créée en 1979 par les éditions Hachette Jeunesse. Avec un catalogue de 900 titres, elle est l'une des principales collections de poche jeunesse en France. 

## Histoire
La collection paraît après que les éditions Gallimard ont lancé en 1977 leur collection de poche pour enfants, Folio Junior. Elle la concurrence en rééditant des classiques du fonds Hachette, et des nouveautés d'auteurs français.

## Aspect
Sa présentation, très sobre, a longtemps été caractérisée par un nuage séparant le titre de l'illustration de couverture, et du logo rouge du Livre de poche figurant au bas de couverture. Elle a ensuite évolué jusqu'à la présentation actuelle : une illustration de pleine page avec le logo situé en bas et à gauche de la couverture.

## Titres parus
(liste non exhaustive)
- Alain-Fournier, Le Grand Meaulnes
- Lloyd Alexander, Le Livre des trois
- Harriet Beecher Stowe, La Case de l'oncle Tom
- Paul Berna, Le Cheval sans tête
- Henriette Bichonnier, Émilie et le Crayon magique
- Maurice Druon, Tistou les pouces verts
- Robert Escarpit, Contes de la Saint Glinglin
- Gudule, La Bibliothécaire
- Alfred Hitchcock présente : Le Perroquet qui bégayait
- Anthony Horowitz, L'Île du Crâne
- Annie Jay, À la poursuite d'Olympe
- Joseph Joffo, Un sac de billes
- Erich Kästner, Émile et les Détectives
- Eugène Le Roy, Jacquou le croquant
- Astrid Lindgren, Ronya, fille de brigand
- Danielle Martinigol, L'Or bleu
- Béatrice Nicodème, Les Aventures de Colin, tailleur de pierre (série de romans policiers historiques)
- Jean-Côme Noguès, Le Faucon déniché
- Jean-Côme Noguès, Le Voyage inspiré
- Hans Peter Richter, Mon ami Frédéric
- L.J. Smith, Journal d'un vampire
- Kressmann Taylor, Inconnu à cette adresse
- J. R. R. Tolkien, Le Hobbit
- José Mauro de Vasconcelos, Mon bel oranger
- Jill Paton Walsh, À deux on est plus fort (Fireweed)
- Odile Weulersse, Le Chevalier au bouclier vert
- Henry Winterfeld, L'Affaire Caïus
- Henry Winterfeld, Caïus et le gladiateur